# Gerris parabdominalis
Espèce
Gerris parabdominalis est une espèce fossile d'insectes hémiptères hétéroptères (les punaises) qui a la capacité de se déplacer sur l'eau.

## Classification
L'espèce Gerris parabdominalis est décrite par Nicolas Théobald en 1937,. Cet holotype R831, de l'ère Cénozoïque, et de l'époque Oligocène (33,9 à 23,03 Ma) fait partie de la collection Mieg conservée au musée d'histoire naturelle de Bâle et a été trouvé dans des marnes en plaquettes d'âge sannoisien moyen du gisement de Kleinkembs. Il a aussi deux cotypes R164 et 514.
En 1937, cette espèce est considérée comme faisant partie de la famille des Hydrometridae.

### Nomen dubium
Selon Paleobiology Database en 2023, cette espèce est un nomen dubium de Gerridae, mais le taxon est valide pour Fossilworks, ainsi que BioLib.
Cette espèce Gerris parabdominalis est déclarée nomen dubium de Gerridae par Nel & Paicheler en 1993 et par Andersen en 1998,.

## Description

### Caractères
La diagnose de Nicolas Théobald en 1937,

« Insecte au corps élancé, aux pattes grêles et longues, de teinte brun foncé. Tête manque. Le thorax apparait sous la forme d'un pentagone allongé ; bord antérieur droit ; côtés latéraux divergeant vers l'arrière, se prolongeant en une pointe mousse ; à l'avant un sillon transversal sépare un segment subrectangulaire, dont la face ventrale porte les pattes antérieures qui se trouvent ainsi reportées vers l'avant. Ce segment correspond sans doute au pronotum, le reste est le scutellum.
La ligne médiane du thorax apparait sous la forme d'un trait clair. L'abdomen est recouvert par les élytres. Élytres bien développés, repliés sur le corps, l'élytre droit en dessus ; pas de membrane ; nervation visible sur R831 (v.figure), identique à celle du g. Gerris. 
Pattes allongées ; pattes antérieures reportées très à l'avant ; tibia se termine par une couronne de cils, tarses à deux articles ; pattes intermédiaires et postérieures insérées très près l'une de l'autre, recouvertes de poils fins et serrés, qui sont les poils hydrofuges et leur servent à se soutenir sur l'eau; trochanter fait légèrement saillie, fémur aussi long que le corps, tibia grêle et long, tarse à deux articles, le premier plus long que le deuxième. Les pattes I sont plus fortes que les autres. ».

### Dimensions
Cet insecte R831 a un corps sans tête de 12 mm de longueur, un fémur I de 3 mmm un tibia I de 2,75 mm et un fémur III de 12 mmm.

### Affinités
« Cet insecte, par son allure, la forme du corps, la structure des élytres et des pattes, appartient au g. Gerris ; il semble voisin de Gerris paludum Fabr., dont le pronotum est orné d'une carène médiane, ce qui aussi le cas ici. G. paludum est une espèce paléarctique que l'on a signalée aussi dans le Turkestan et dans les Indes.
Il convient de rapprocher de l'espèce précédente un autre éch. R66+792 de la même collection (pl. XIX. fig 21) qui montre encore la tête allongée, portant deux gros yeux à la base. Par ailleurs, le corps est identique, mais la taille est inférieure. L. tot. = 10,75 mm. les cuisses II et III sont incomplètement conservées ».

## Biologie
« Ces insectes carnassiers vivent à la surface des eaux douces, on en rencontre quelquefois aussi sur les eaux marines. leur présence à l'état fossile est intéressante à signaler, car ce sont certainement des formes ayant vécu sur place ».

## Galerie

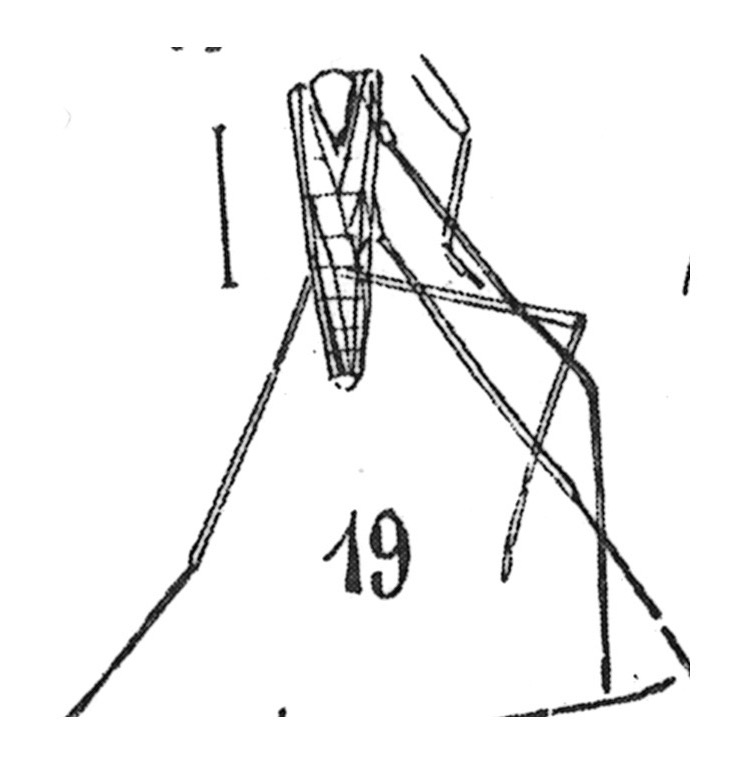
Gerris parabdominalis N. Th. 1937 Cotype R514 x2 p.254 pl. XIX Hémiptères de Kleinkembs.
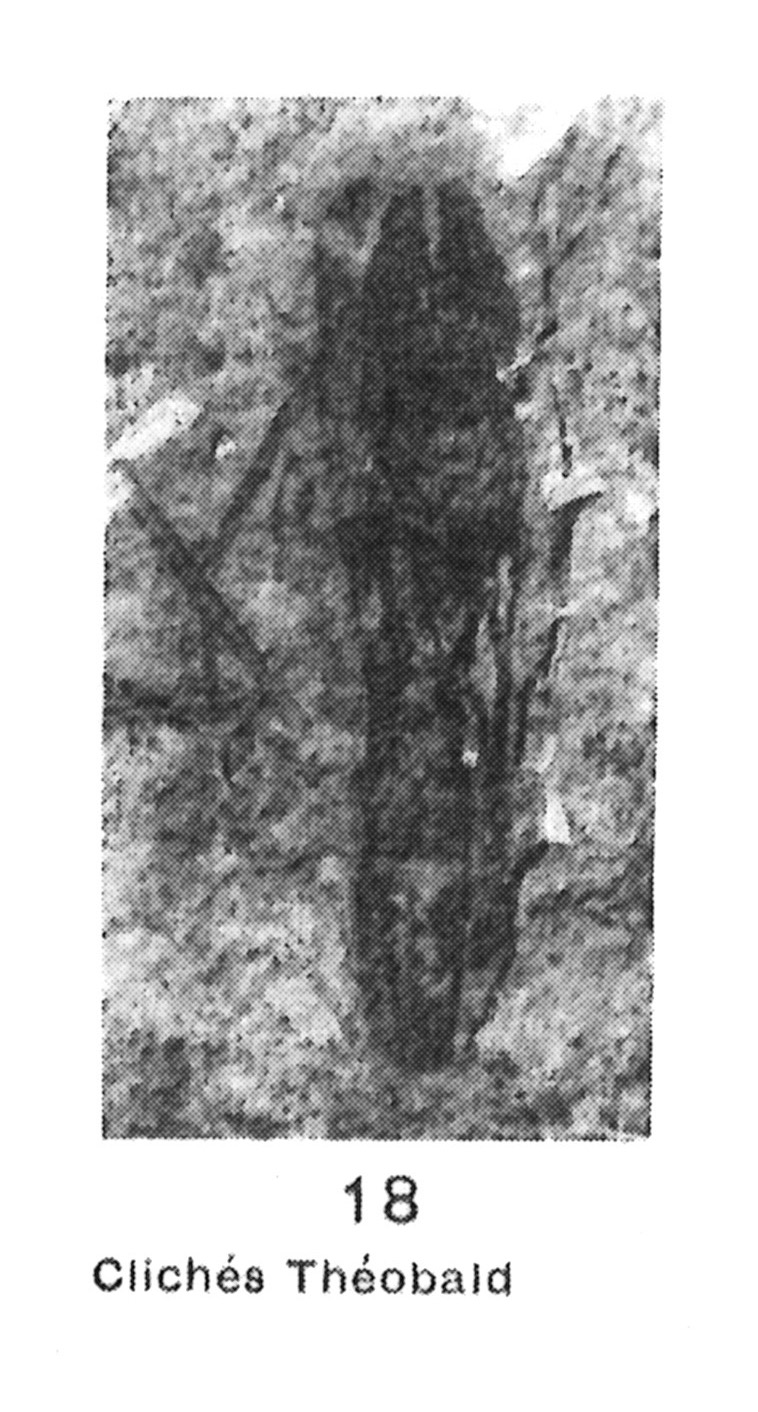
Gerris parabdominalis N. Th. 1937 cotype éch. R164 x3 p. 254 Pl. III Insectes du Sannoisien de Kleinkembs.
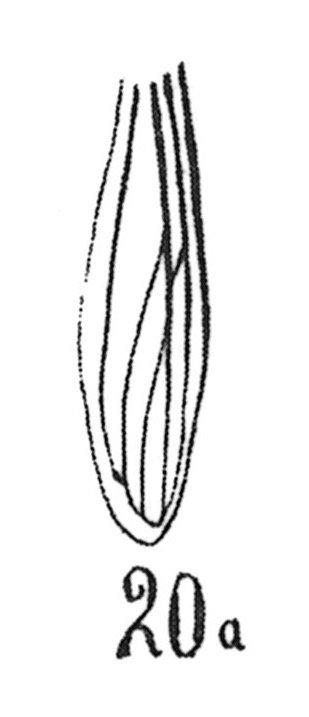
Gerris parabdominalis N. Th. 1937 holotype éch R831 x1,3 p. 234 pl. XIX Hémiptères de Kleinkembs - détail de l'aile.
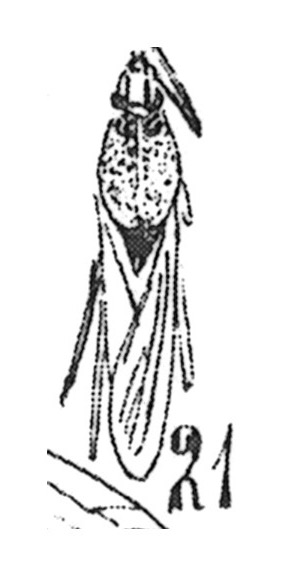
Gerris parabdominalis N. Th. 1937 éch R66 x3,4 p. 254 PlXIX hémiptères du Sannoisien de Kleinkembs.

### Publication originale
- [Nicolas Théobald 1937] Nicolas Théobald, « Les insectes fossiles des terrains oligocènes de France 473 p., 17 fig., 7 cartes,13 tables, 29 planches hors texte », Bulletin Mensuel de la Société des Sciences de Nancy et Mémoires de la Société des sciences de Nancy, Imprimerie G. Thomas,‎ 1937, p. 1-473 (ISSN 1155-1119 et 2263-6439, OCLC 786027547). .